# Emulator EMU-II
Emulator EMU-II är en av de mest klassiska samplers från 1980-talet. Med sin 8-bitars struktur och 512kb minne och ett pris på 8000 dollar gjorde den sig känd som en "mellanklass"-sampler. Ljudet kan i det närmaste beskrivas som analogt då filtret består av en 4-pols 24db LP filter.
Under sin fyra års produktion uppdaterades Emulator II ett flertal gånger, bland annat Emulator II+ med dubbelt minne och Emulator II+HD med 20mb hårddisk.
Den var väldigt populär med tanke på sitt "låga pris" och efterföljdes av Emulator III samt Emax (som var nästintill identisk med Emulator II).
Kända användare av Emulator II är bland andra Depeche Mode, Genesis, Front 242, Pet Shop Boys och den användes även av Mathew Broderick i filmen Ferris Bueller's Day Off.